# St. Quirin (Staudheim)

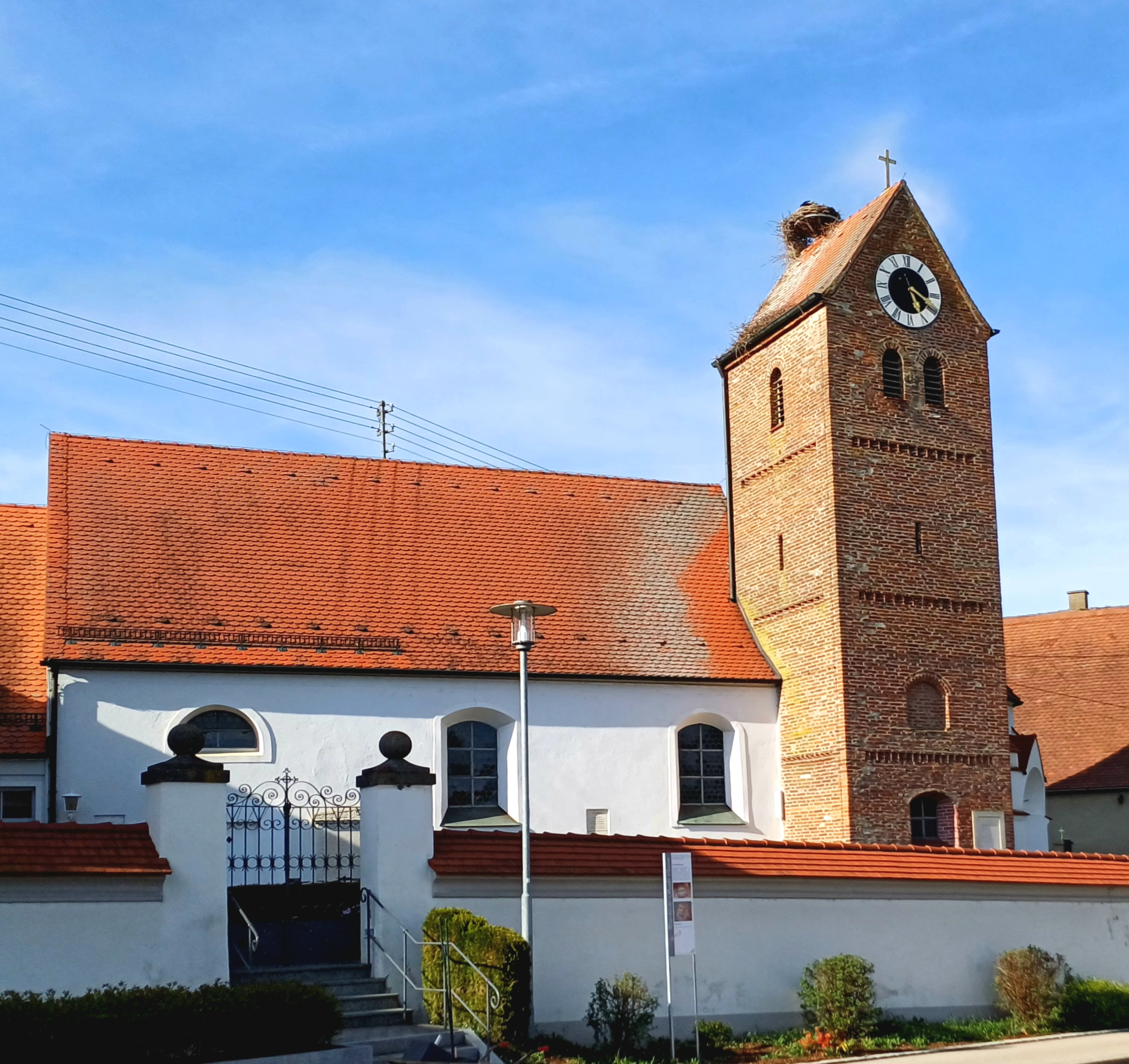
St. Quirin

Die Pfarrkirche St. Quirin ist eine römisch-katholische Kirche im Ort Staudheim in der Stadt Rain im schwäbischen Landkreis Donau-Ries. Die Quirinus von Tegernsee geweihte Kirche im Dekanat Donauwörth im Bistum Augsburg steht unter Denkmalschutz.

## Baugeschichte
Der Turm stammt wohl noch aus dem 13. oder frühen 14. Jahrhundert, Chor und Kirchenschiff aus der ersten Hälfte des 15. Jahrhunderts. Das Schiff wurde Ende des 17. Jahrhunderts erhöht und 1833/34 nach Westen verlängert. Vorhalle und nördliche Sakristei wurden 1992 errichtet.

## Architektur

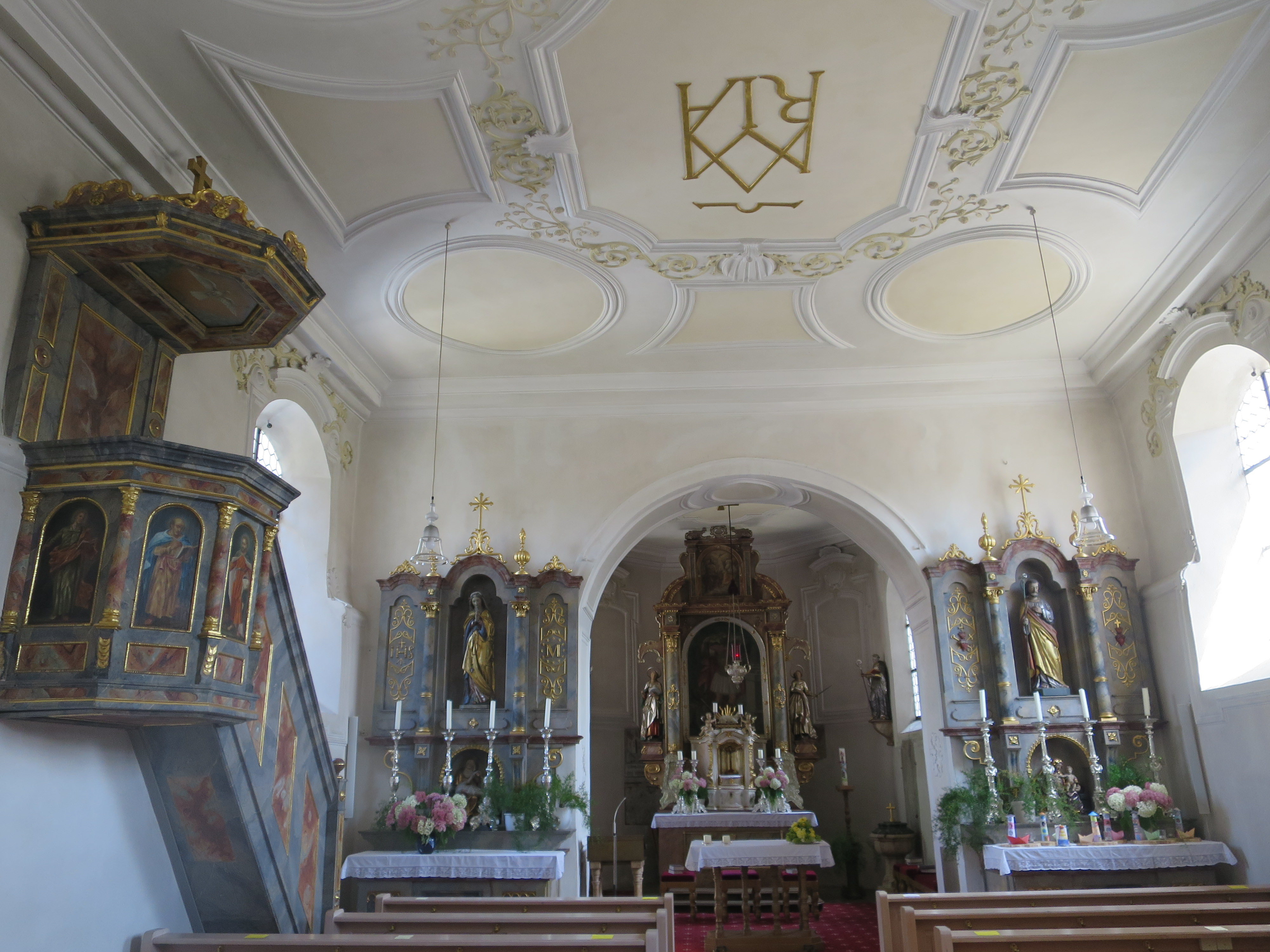
Altarraum

Der Chor ist dreiseitig geschlossen und eingezogen mit barockisierten, stichbogigen Fenstern nach Norden und Süden sowie einem Rundfenster nach Osten. Am Chor außen befinden sich einmal abgesetzte Strebepfeiler mit Pultdach. Das Schiff hat eine flache Decke und eine Westempore.

## Malerei

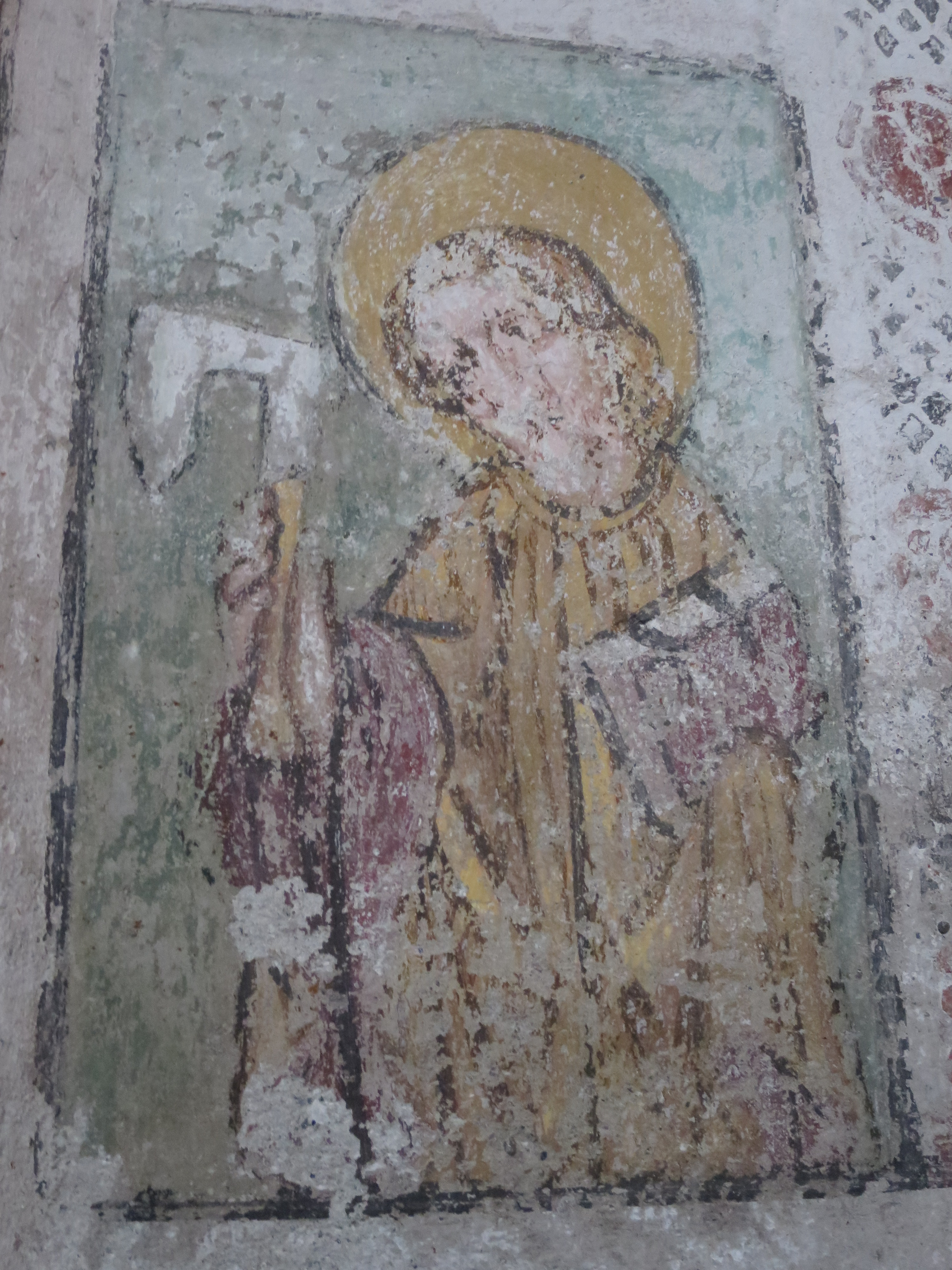
Fresko hinter dem Hochaltar von 1420ː Apostel Matthias.

Besonderheit der Kirche sind Fresken im Chorraum aus der Zeit um 1420. Freilegungen erfolgten 1933 und 1948. Unter den Motiven an der Südwand sind die Geburt Christi und die Flucht nach Ägypten besonders gut erhalten. Vier Bilder an der Nordwand des Chores, sechs Bilder an der Innenseite des Chorbogens und drei Fresken rückwärtig des Hochaltares sowie Inschriften mit den Zehn Geboten vervollständigen die Mittelalterliche Predigt in Farbe.

## Ausstattung

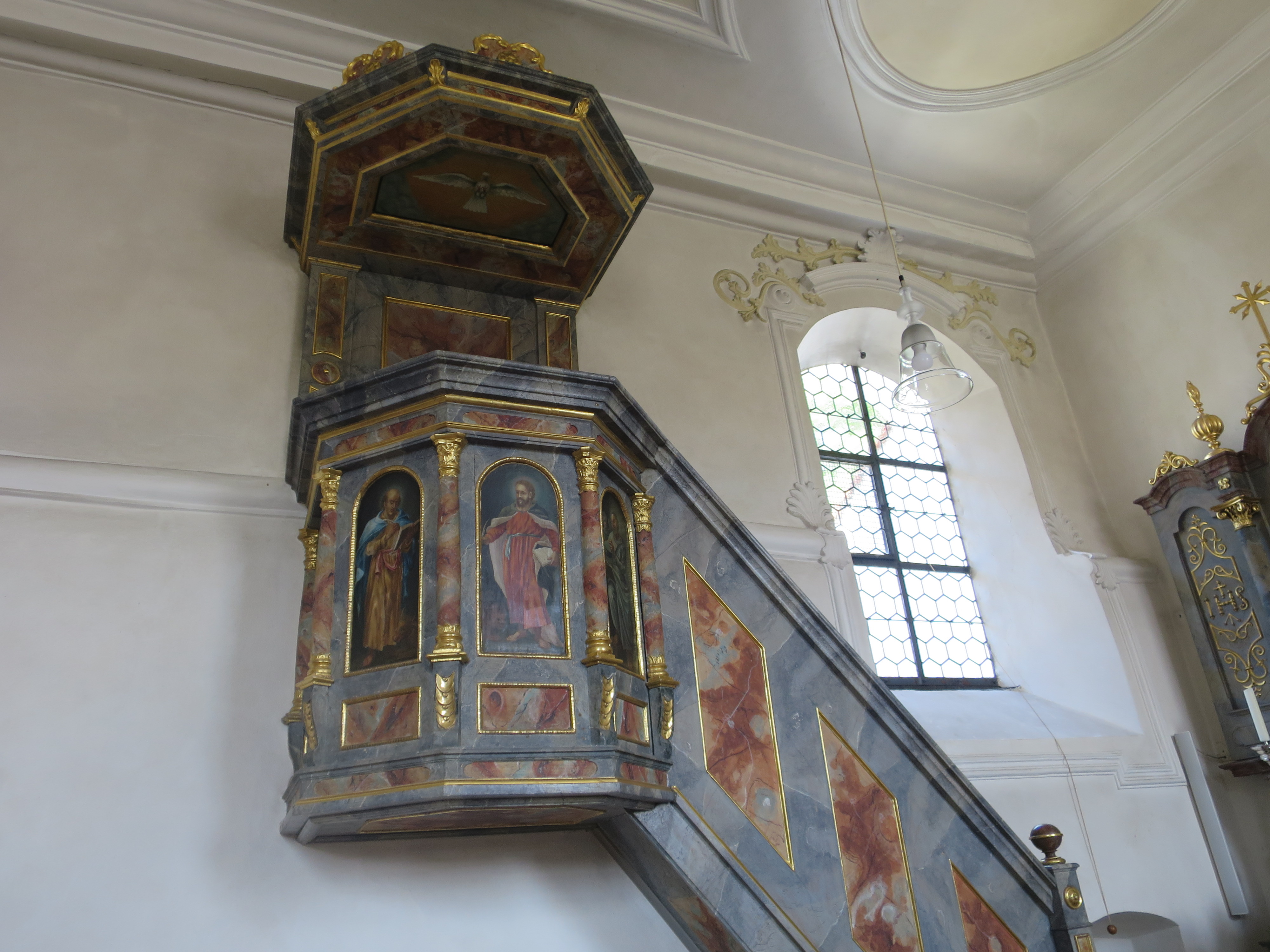
Kanzel

Der Hochaltar aus der Mitte des 17. Jahrhunderts wurde nach kriegsbedingter Beschädigung (April 1945) unter Verwendung alter Teile wieder aufgebaut, das Altarblatt aus der Zeit um 1900 (St. Quirin) von dem in Hohenschäftlarn ansässigen Maler Johann Pfohmann wieder hergestellt. Die Seitenaltäre (Maria und Josef) sind neueren Datums, der Figurenschmuck der Altäre größtenteils aus dem 17. Jahrhundert. 